# Fallout (Héroes)
"Fallout" es el decimoprimer episodio de la serie de televisión de drama y ciencia ficción, Héroes.

## Argumento
Claire y Noah hacen un trato para mantener en secreto el poder de esta a cambio de que ella destruya toda la evidencia que dejó antes, a lo que la mujer accede destruyendo las cintas. Claire se da cuenta de que su amigo Zach y Lyle han perdido la memoria, lo que la hace pensar que un nuevo enemigo con una habilidad especial está detrás de ella y llama a Noah, pero cuando se topa con el haitiano -revelando que fue el responsable de la amnesia- no le borra la memoria a cambio de mantener ese secreto.
El alter ego de Niki Sanders (Jessica) continúa la búsqueda de D. L. y Micah con la intención de matar al primero y reclutar al segundo. Cuando tienen una pelea, durante la que Micah se hace daño, Niki retoma el control sobre su cuerpo y decide ponerle fin entregándose a la policía.
Peter Petrelli es interrogado por Matt Parkman y la detective Aubrey, intentando resolver el asesinato pero se topan con que es inocente, por lo que deciden "sacarle" información a los Bennet interrogándolos y con la telepatía de Matt, pero no lo consigue gracias al haitiano. Por último, Matt decide intentar leer la mente de Noah, aún con el haitiano presente, pudiendo sacarle solo un nombre: Sylar.
Eden intenta hacer que Noah la deje asesinar a Sylar, pero este se niega diciéndole que así no funcionan las cosas allí. Ésta le confiesa a Mohinder toda la verdad y se dispone a asesinar a Sylar usando su poder, sin embargo Sylar se resiste y la ataca casi matándola. Viendo que no tiene otra solución para acabar con él, Eden se suicida.
Hiro Nakamura está triste con Ando Masahashi creyendo que Claire está muerta y se topa con Isaac a quién intenta ayudar con el problema de activar su habilidad. Luego de un esfuerzo, Isaac logra pintar, pero no algo que le agrade a Hiro.
Al final Peter es liberado de su prisión teniendo una respectiva visión de él volando sobre New York.